# Marie Bywater
Marie Bywater ( 1951) es una botánica inglesa, investigadora en Kew Gardens.

## Algunas publicaciones
marie Bywater. 1984. Myrothamnaceae. Flora of tropical East Africa. 5 pp. ISBN 9061913098
- -----------, g.e. Wickens. 1984. New World Species of the Genus Crassula. Kew Bulletin 39 (4 ): 699-728

### Libros
- -------. gerald ernest Wickens, magdy el Gohary, marie Bywater. 1994. Flora of Egypt: Family 79, Crassulaceae. Issue 5 de Taeckholmia Additional Series. 71 pp.

- La abreviatura «M.Bywater» se emplea para indicar a Marie Bywater como autoridad en la descripción y clasificación científica de los vegetales.[2]